# Швейцарски федерален технологичен институт в Цюрих
Швейцарският федерален технологичен институт в Цюрих (на немски: Eidgenössische Technische Hochschule Zürich; на френски: École polytechnique fédérale de Zurich) е висше учебно заведение в Цюрих, Швейцария с фокус върху науката, инженерството и математиката. Заедно със сестринския си Швейцарският федерален технологичен институт в Лозана са подчинени пряко на швейцарския Федерален департамент за икономически въпроси, образование и изследвания. Институтът е основан от Федералния съвет на Швейцария през 1854 г. с мисията да образова инженери и учени, да служи като национален център за наука и технология и да представлява място за взаимодействие между научната общност и промишлеността.
Институтът се счита за един от най-престижните в света. Към ноември 2019 г., 21 нобелови лауреата, 2 носители на Филдсов медал, 2 носители на награда Прицкер и 1 носител на награда Тюринг са свързани с института, като сред тях попада и Алберт Айнщайн.
Институтът е член на Международния алианс на изследователските университети.

## История
Швейцарският федерален технологичен институт е основан на 7 февруари 1854 г., а първите лекции в него се провеждат на 16 октомври 1855 г. По това време той е политехнически институт (eidgenössische polytechnische Schule) с факултети, разположени на различни места из Цюрих. Първоначално разполага с шест факултета: по архитектура, строително инженерство, машиностроене, химия, лесовъдство и интегриран департамент по математика, природни науки, литература, обществени и политически науки.
За разлика от Цюрихския университет, който е кантонална институция, Швейцарският федерален технологичен институт е федерална такава. Навремето идеята за ново федерално висше учебно заведение е силно оспорвана – либералите са основни привърженици на идеята, докато консерваторите искат всички университети да останат под кантонално управление. В началото, и двете учебни заведения споделят общите сгради на Цюрихския университет.
В периода 1905 – 1908 г., под президентството на Жером Франел, програмата на института е преструктурирана до такава на истински университет, така че да може да дава докторски степени. През 1911 г. получава днешното си име. През 1924 г. друга реорганизация подразделя университета на 12 департамента. В днешно време той разполага с 16 департамента.